# ビジネス学部
ビジネス学部（ビジネスがくぶ）とは、ビジネス学を教育研究する大学の学部の名称。簿記、会計学、商学、経営学等について幅広く学ぶ。

## ビジネス学部を設置している大学
- 八戸学院大学
- 共立女子大学
- 愛知淑徳大学
- 大阪国際大学
- 奈良産業大学

## ビジネス学部に設置されている学科
- ビジネス学科
- 経営デザイン学科
- 経営ファイナンス学科